# Philippe Raynaud
Pour les articles homonymes, voir Raynaud.
Philippe Raynaud, né le 6 décembre 1952, est un politologue français, professeur émérite de science politique à l'université Paris-Panthéon-Assas, membre de l'Institut universitaire de France. Auteur d'une trentaine de livres et de très nombreux articles, il est considéré comme un des spécialistes français du libéralisme.

## Parcours
Philippe Raynaud est ancien élève de l’École normale supérieure de Saint-Cloud, agrégé de philosophie et de science politique, et docteur en science politique (1987).
Ayant enseigné à l’École des hautes études en sciences sociales (EHESS), au Centre de recherches politiques Raymond Aron, ainsi qu’à l’Institut d'études politiques de Paris, il est professeur émérite des universités en philosophie politique à l’université Paris-Panthéon-Assas. Il a été vice-président du Conseil supérieur des programmes (CSP).
Il est membre de l’Institut universitaire de France depuis 2004. De 2003 à 2005, il fut président de la fondation du 2-Mars, un groupe de réflexion républicain. Il intervient régulièrement sur France Culture.
Il est membre du comité de rédaction de la revue Commentaire.

### Prix
- Prix La Bruyère 2013 de l'Académie française pour La Politesse des Lumières
- Prix Montaigne de Bordeaux 2014 pour La Politesse des Lumières
- Prix Alexis-de-Tocqueville 2014
- Prix Charles-Aubert de droit 2017 de l’Académie des sciences morales et politiques[6]

## Travaux
Grand admirateur de Montesquieu et Tocqueville, auquel s'ajoute la filiation intellectuelle avec Raymond Aron et, surtout, Leszek Kołakowski, ses écrits portent sur le libéralisme et la pensée républicaine en Europe et en Amérique. Il a mené une critique du multiculturalisme et de la discrimination positive, de la place croissante du droit dans la société, et de l'articulation problématique entre les politiques de santé publique avec les libertés individuelles.
Il a publié des travaux sur les « nouvelles radicalités » et le pluralisme de l'extrême gauche. Il avance que l’extrême gauche « est en quête d’une alternative globale au “système” comparable à ce que promettait autrefois le marxisme dans ses diverses versions, mais elle est elle-même trop pénétrée de l’imaginaire démocratico-libéral pour pouvoir proposer une telle alternative. »
Il a également travaillé sur la philosophie politique dans l'œuvre de Friedrich Nietzsche.
Il a préfacé ou édité des textes de Emmanuel Kant, Giambattista Vico, Edmund Burke, Benjamin Constant, Max Weber, Hans Kelsen, Raymond Aron, Cornelius Castoriadis et Kostas Papaïoannou.
Il tente de décrire l'apport du positivisme juridique de Hans Kelsen et Herbert Hart en théorie démocratique et les objections contemporaines de Ronald Dworkin plus libéral à ce sujet.
Dans le contexte de l'élection présidentielle française, il publie, en février 2017, un article sur le populisme où il développe des thèses sur les relations entre le populisme et la démocratie moderne.

## Publications

### Ouvrages
- Max Weber et les dilemmes de la raison moderne (1987), 2e édition, Paris, Presses universitaires de France, coll. « Quadrige », 1996, 217 p.  (ISBN 2-13047781-X)[11]
- La Fin de l’école républicaine, avec Paul Thibaud, édité par la fondation Saint-Simon, Paris, Calmann-Lévy, coll. « Liberté de l’esprit », 1990, 228 p.  (ISBN 2-7021-1909-3)
- Dictionnaire de philosophie politique, dir. avec Stéphane Rials (1996), 3e édition, Paris, Presses universitaires de France, coll. « Quadrige / Dicos poche », 2003, 907 p.  (ISBN 2-13-052947-X)[12]
- L’Extrême Gauche plurielle. Entre démocratie et révolution, Paris, Autrement, coll. « Frontières », 2006, 201 p.
- Le Juge et le Philosophe, Paris, Armand Colin, 2008
- Trois révolutions de la liberté : Angleterre, États-Unis, France, Paris, Presses universitaires de France, coll. « Léviathan », 2009  (ISBN 978-2-7467-0856-3)[13] ; rééd. Perrin, 2010
- La Politesse des Lumières, Paris, Gallimard, 2013
- L'Esprit de la Ve République, Perrin, 2017, 282 p.
- Emmanuel Macron : une révolution bien tempérée, Desclée de Brouwer, 2018, 197 p.
- La Laïcité. Histoire d'une singularité française[14], Gallimard, 2019, 240 p.
- Victor Hugo. La révolution romantique de la liberté[2], Gallimard, 2024

### Articles
- « Le populisme existe-t-il ? », Questions internationales, no 83,‎ janvier-février 2017 (lire en ligne)

### Préfaces
Philippe Raynaud est l'auteur de préfaces de livres classiques dont celui du philosophe et politicien irlandais Edmund Burke (1729-1797), Réflexions sur la révolution de France.